# Supercupa României 2023
Supercupa României 2023 a fost cea de-a 25-a ediție a Supercupei României. Meciul s-a disputat între campioana Superligii 2022-2023, Farul Constanța, și câștigătoarea Cupei României 2022-2023, Sepsi Sfântu Gheorghe.
Pentru Farul Constanța, aceasta a fost cea de-a treia participare la general în Supercupa României. Pentru Sepsi OSK a fost a doua participare din istorie în Supercupă.
Meciul s-a disputat pe 8 iulie, pe stadionul Stadionul Ilie Oană. Disputa a fost câștigată de către Sepsi Sfântu Gheorghe, cu scorul de 1-0, cucerind pentru a doua oară Supercupa României.

## Echipe
| Echipă    | Calificare                            | Participări anterioare (cu caractere aldine indică câștigatoarea) |
| --------- | ------------------------------------- | ----------------------------------------------------------------- |
| FCV Farul | Câștigătoarea Superligii 2022–23      | 2 ( 2017, 2019 )                                                  |
| Sepsi     | Câștigătoare a Cupei României 2022–23 | 1 (2022 )                                                         |

1. 1 2  „Romania » Supercupa 2023 - Overview”. 8 iulie 2023. Accesat în 26 iunie 2023.
2. ↑  „Sepsi este supercampioana României! » Covăsnenii câștigă al 4-lea trofeu din istoria clubului! Semne mari de întrebare pentru Hagi”. gsp.ro. 08 iulie 2023. Accesat în 08 iulie 2023. Verificați datele pentru: |access-date=, |date= (ajutor)
3. ↑  „Sepsi este supercampioana României! » Covăsnenii câștigă al 4-lea trofeu din istoria clubului! Semne mari de întrebare pentru Hagi”. gsp.ro. 8 iulie 2023. Accesat în 9 iulie 2023.
4. ↑  „Câți spectatori au adus la stadion CFR Cluj și FCSB! Diferență majoră între echipele care s-au bătut la titlu”. sport.ro. 9 iulie 2022. Accesat în 10 iulie 2022.
5. ↑  „Sepsi este supercampioana României! » Covăsnenii câștigă al 4-lea trofeu din istoria clubului! Semne mari de întrebare pentru Hagi”. gsp.ro. 08 iulie 2023. Accesat în 08 iulie 2023. Verificați datele pentru: |access-date=, |date= (ajutor)
6. ↑  „Sepsi este supercampioana României! » Covăsnenii câștigă al 4-lea trofeu din istoria clubului! Semne mari de întrebare pentru Hagi”. gsp.ro. 08 iulie 2023. Accesat în 08 iulie 2023. Verificați datele pentru: |access-date=, |date= (ajutor)